# Alpes do Grande Combin
Os Alpes do Grande Combin (em italiano:  Alpi del Grand Combin) é um maciço que faz parte dos Alpes Ocidentais na sua secção dos Alpes Peninos e se encontra  em parte no Vale de Aosta na Itália, e no cantão do Valais na Suíça. O ponto mais alto é a Grand Combin de Grafeneire com 4.314 m.
Em volta do maciço encontra-se o Colo Ferret, no Vale Ferret, o Vale de Entremont e a cidade de Martigny, o Rio Ródano, a cidade de Sion, Arolla, a cidade de Aosta, o Rio Dora Baltea, e Courmayeur.

## SOIUSA
A Subdivisão Orográfica Internacional Unificada do Sistema Alpino (SOIUSA) criada em 2005, dividiu os Alpes em duas grandes partes:Alpes Ocidentais e Alpes Orientais, separados pela linha formada pelo  Rio Reno - Passo de Spluga - Lago de Como - Lago de Lecco.
Os Alpes Peninos são formados pelo conjunto dos Alpes do Grande Combin, Alpes de Weisshorn e do Cervino, Alpes do Monte Rosa, Alpes de Biella e Cusiane, e Alpes de Mischabel e de Weissmies

### Classificação  SOIUSA
Segundo a SOIUSA este acidente orográfico é uma Sub-secção alpina  com as seguintes características
- Parte = Alpes Ocidentais
- Grande sector alpino = Alpes Ocidentais-Norte
- Secção alpina = Alpes Peninos
- Sub-secção alpina = Alpes do Grande Combin
- Código = I/B-9.I

## Imagens

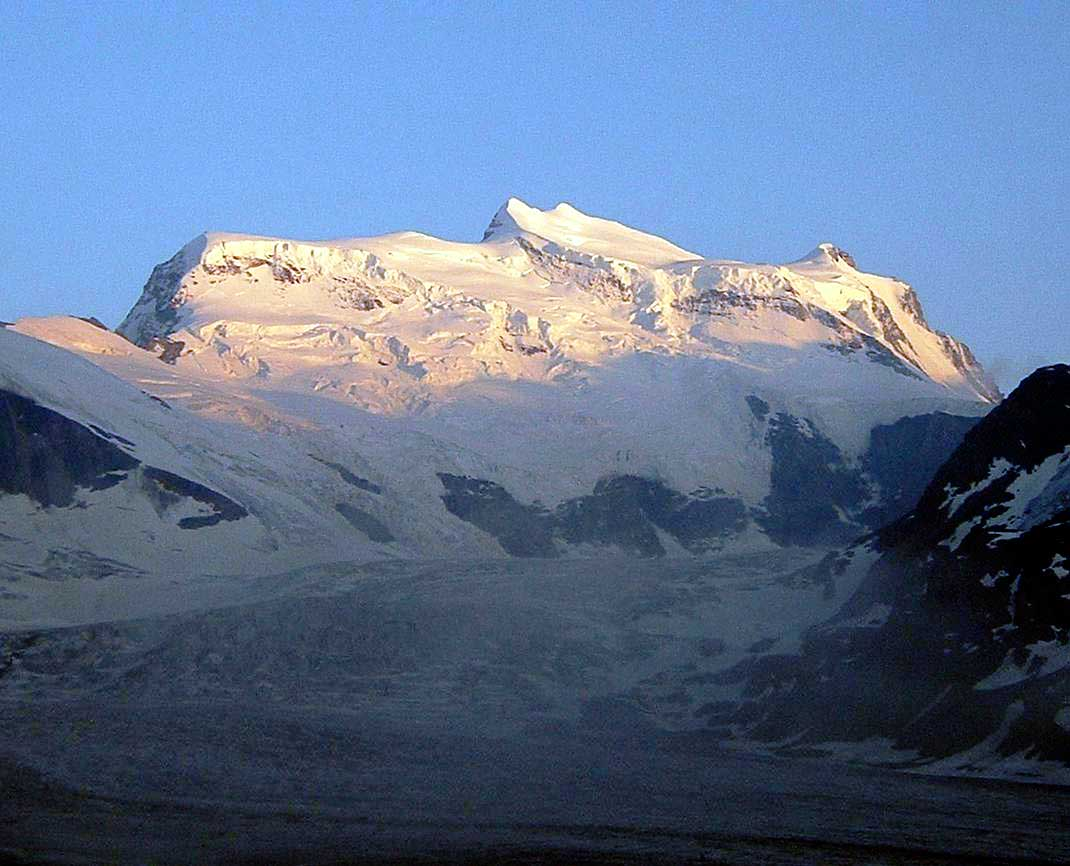
O Grand Combin